# Quezzi
Quezzi (Quessi in ligure) è un quartiere collinare di Genova, che occupa la valletta del rio Fereggiano. Confina con Marassi, San Fruttuoso e Sant'Eusebio.
È spesso erroneamente confuso con il vicino quartiere Forte Quezzi (o Biscione) situato sul versante opposto della collina omonima.
Amministrativamente fa parte del Municipio III - Bassa Val Bisagno ed ha, come singola unità urbanistica, una popolazione di 10 245 abitanti (al 31 dicembre 2022).

## Storia
Quezzi (anticamente Queci), le cui prime notizie sono anteriori all'anno 1000 si era sviluppato nella parte alta della valle del Fereggiano e dei due torrenti che lo formano, il rio Molinetto e il rio Finocchiara. La zona era già allora costellata di piccoli centri abitati ricordati ancora oggi dalla toponomastica attuale, come Vegoli (oggi Egoli) e Zinestedo (oggi Ginestrato).
Nel 1190 la popolazione a Quezzi era cresciuta a tal punto da acquisire il diritto di nominare i suoi Consoli per la Repubblica di Genova.
Il nucleo storico si era sviluppato attorno alla chiesa della Natività di Maria Santissima, citata sin dal XII secolo e con la frazione di Vegori (oggi Egoli) contava nel XVI secolo oltre 250 abitanti contro i circa 200 di Marassi e Fereggiano.
(Agostino Giustiniani, Annali della Repubblica di Genova, 1537)

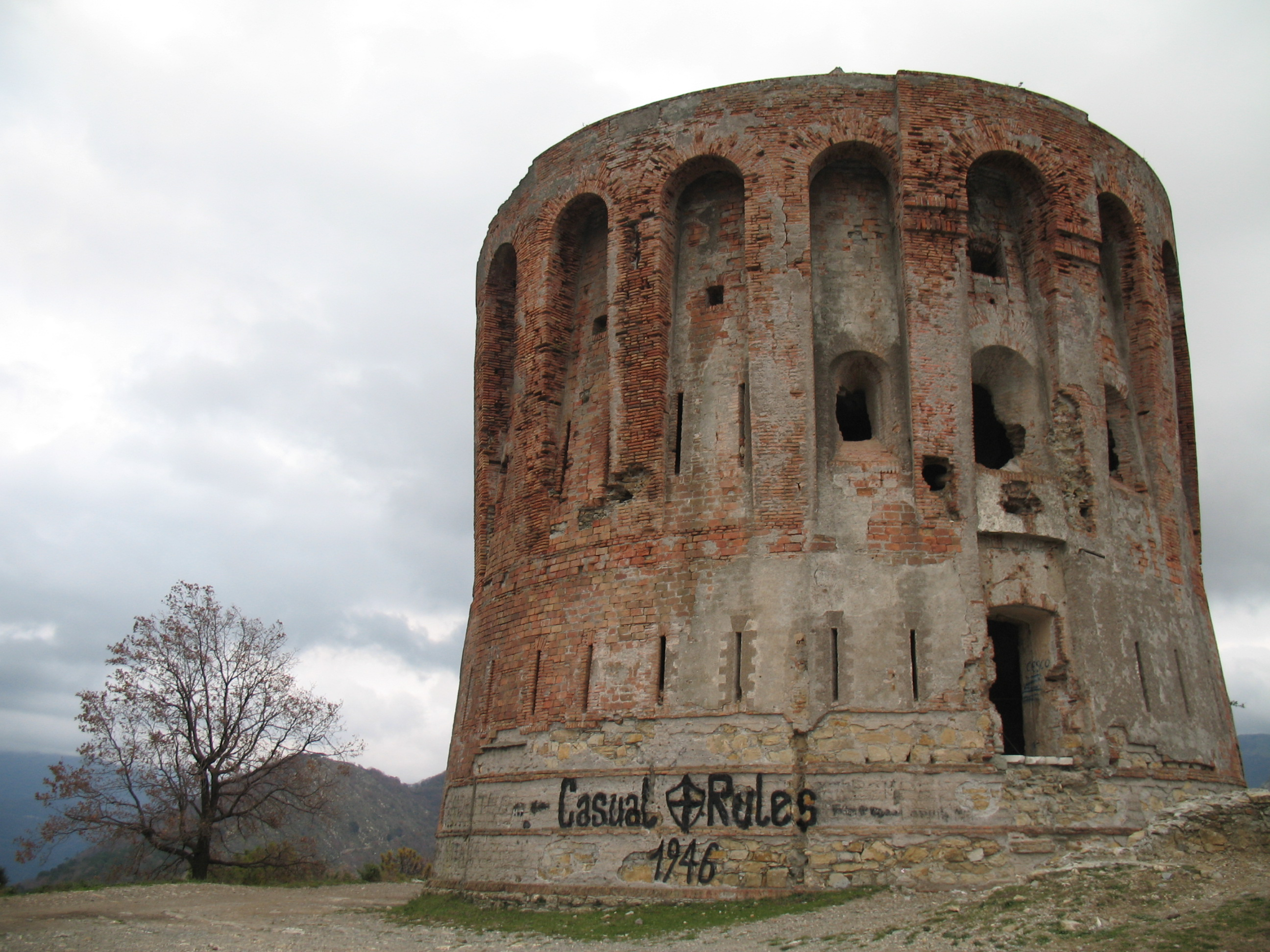
La torre Quezzi, punto di raccordo fra le fortificazioni e le mura di Genova.

Nel medioevo Marassi e Quezzi erano divise da un'aspra rivalità: nel 1300 ci furono scontri fra gli abitanti di Quezzi (ghibellini) e quelli di Marassi (guelfi). In questa circostanza fu innalzata una torre vicino alla chiesa, probabilmente l'attuale campanile. Nel Seicento la parrocchia di Quezzi dipendeva dalla pieve di San Martino d'Albaro e amministrativamente i borghi di Marassi e Quezzi facevano parte della Podesteria del Bisagno.
Nella seconda metà del Quattrocento nacque, da una famiglia del Ginestrato, Susanna Fontanarossa, madre del celebre navigatore Cristoforo Colombo.
Nello stesso periodo fu edificato l'oratorio di Santa Maria Maddalena per volere dell'omonima Confraternita.
Fra il XVIII e il XIX secolo le colline intorno a Quezzi furono fortificate con la costruzione dei forti Quezzi, Richelieu e Monteratti per difendere la città dagli invasori austriaci, ed ancora utilizzati come batterie di contraerea per difendere Genova durante la seconda guerra mondiale.
Nel 1873 il Comune di Marassi, del quale faceva parte Quezzi, venne inglobato dal Comune di Genova. Qualche anno dopo fu realizzata la strada carrabile e poco tempo dopo istituito un servizio di omnibus a cavalli fino all'attuale largo Merlo. 

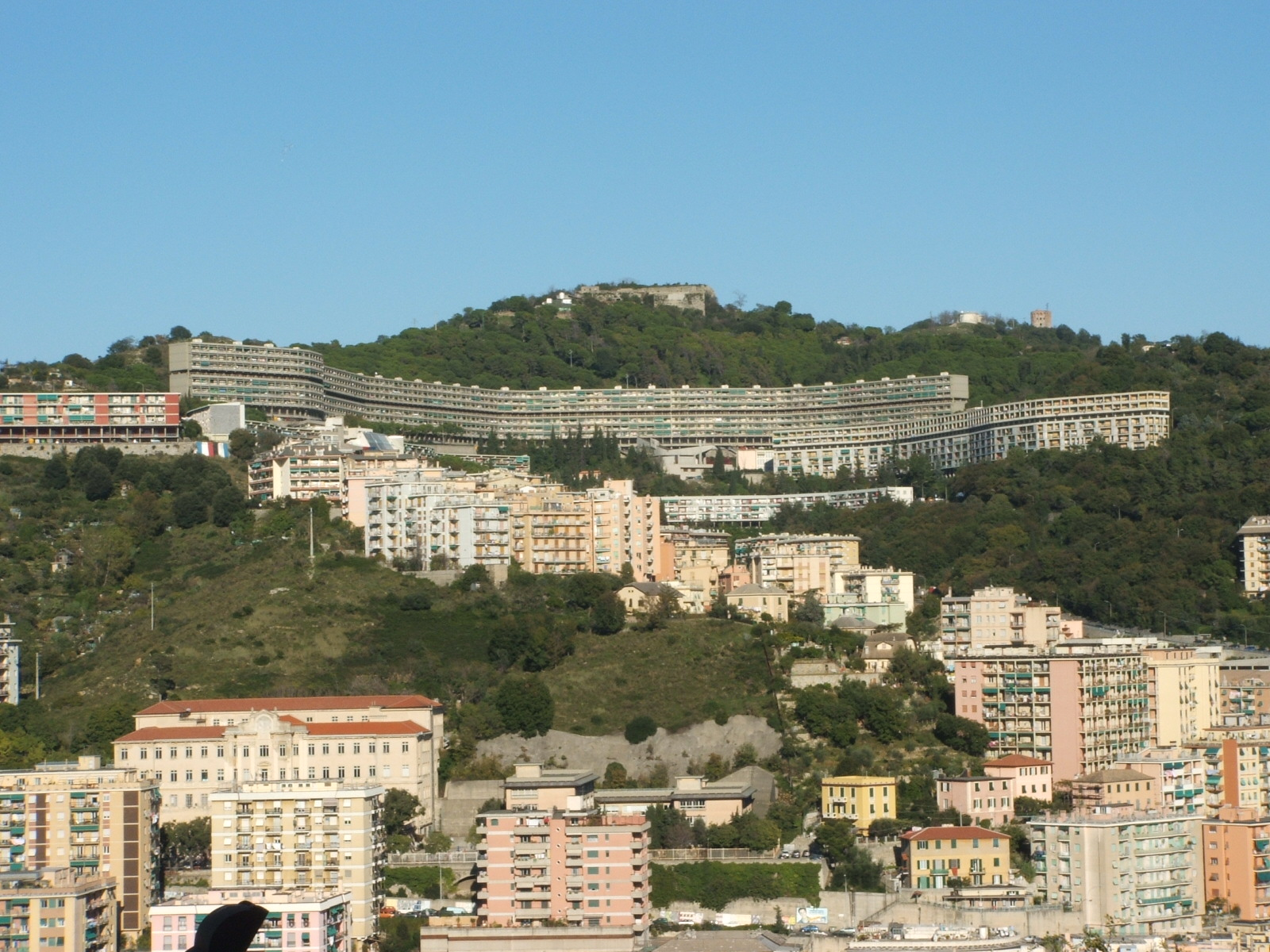
Il Biscione e nella zona soprastante il forte Quezzi

Fino ad allora la principale attività economica della zona era ancora quella agricola, anche se molti uomini del paese lavoravano nel porto di Genova. Con l'apertura della strada a queste attività tradizionali si affiancò quella del lavaggio dei panni per conto terzi, alla quale si dedicarono numerose donne di Quezzi. La zona, grazie alla ricchezza delle acque del Fereggiano e dei suo affluenti era infatti molto adatta a questa attività. I panni sporchi delle famiglie benestanti genovesi e la biancheria di bordo delle navi che attraccavano nel porto venivano portati a Quezzi con dei carri e presi in consegna dalle "bûgaixe" (lavandaie), che provvedevano a lavarli negli appositi lavatoi costruiti attorno ai torrenti e a stendere la biancheria sui prati circostanti. L'attività si protrasse fino agli anni sessanta del Novecento, quando fu soppiantata dalla diffusione delle lavatrici nelle case.
Questo è anche il periodo in cui Quezzi era meta di villeggiatura per alcune famiglie genovesi benestanti: nella frazione Olmo fu costruito il Teatrino dei Villezzanti dove, con la sua Compagnia, recitò anche il grande Gilberto Govi. Da ricordare, nel 1907, la nascita della Società Operaia Cattolica "Cristoforo Colombo".
Dal 1950 al 1970 Quezzi conobbe soprattutto l'immigrazione proveniente dalle provincie di Reggio Calabria (Canolo e Siderno), Reggio Emilia (Castelnovo ne' Monti) e dalla Sardegna, di conseguenza l'espansione dell'edilizia residenziale che portò alla sua definitiva trasformazione da paese a quartiere della Grande Genova; nonostante ciò, alcune zone come il Molinetto, l'Olmo, Egoli, Panissa, hanno mantenuto la loro originaria toponomastica a testimonianza del passato.
Anche in conseguenza di questa forte cementificazione il quartiere ha dovuto registrare diversi fenomeni alluvionali che hanno interessato in particolare il rio Fereggiano, più volte esondato, come in occasione della tragica alluvione del 4 novembre 2011.

## Monumenti e luoghi d'interesse

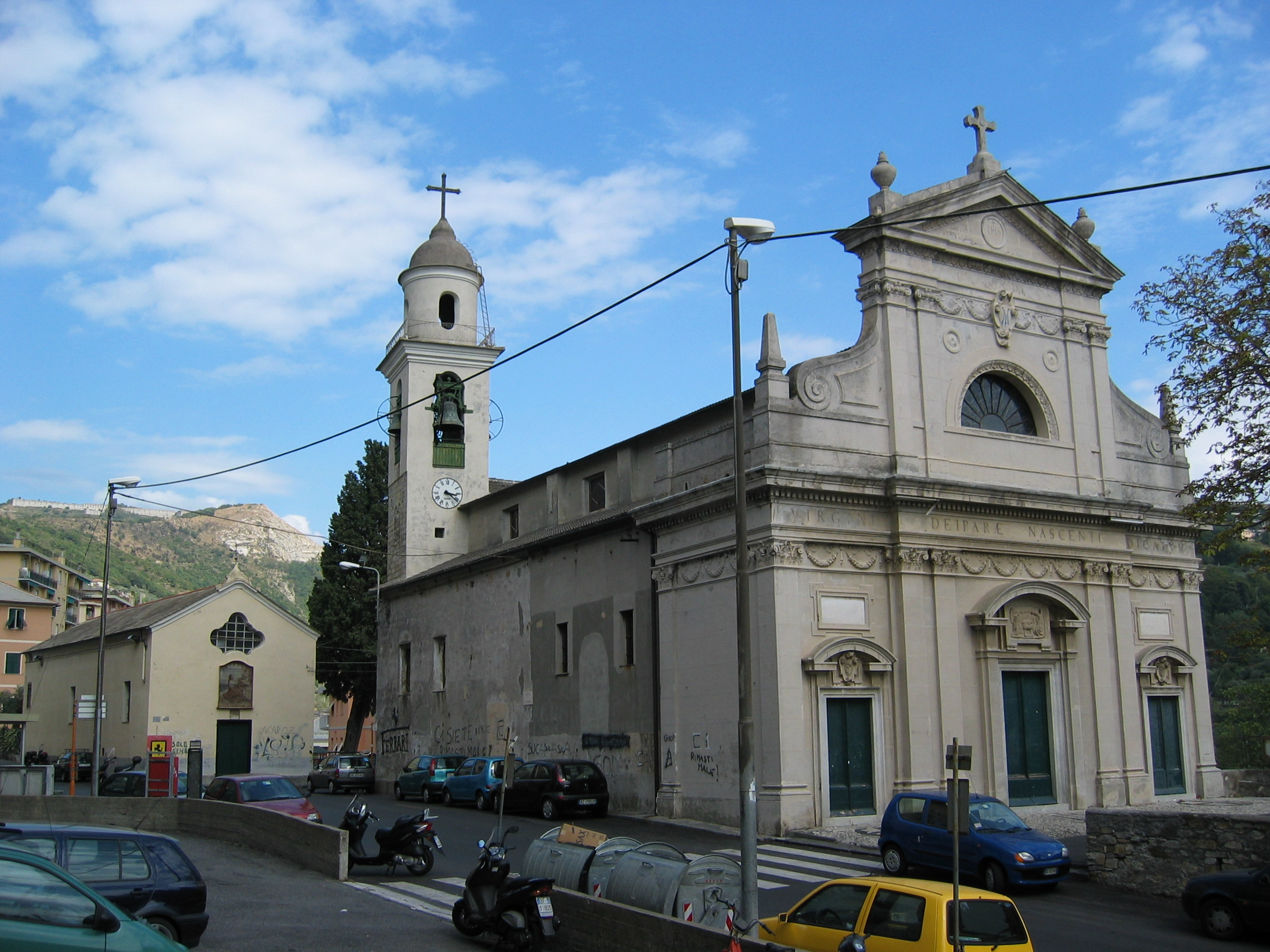
La chiesa della Natività di Maria Santissima e l'oratorio di Santa Maria Maddalena

### Architetture religiose
- Chiesa parrocchiale della Natività di Maria Santissima. Sorge in posizione dominante sulla valle del Fereggiano. Le prime notizie di una cappella intitolata a "Sanctæ Mariæ de Queci" si trovano in una bolla del 1158 di papa Adriano IV, che affidava la cappella alla cura dei Canonici della cattedrale di San Lorenzo, ed è in questa stessa bolla che viene nominata la cappella di Sant'Ambrogio nella zona di Egoli, oggi scomparsa. Nella chiesa sono conservati dipinti di Bernardo Castello, Orazio De Ferrari e Luca Cambiaso.[3]
- Oratorio di Santa Maria Maddalena, adiacente alla parrocchiale di Quezzi, edificato nella seconda metà del Quattrocento per volere dell'omonima Confraternita.
- Chiesa parrocchiale di Nostra Signora della Guardia, nella zona bassa di Quezzi (largo A. Merlo) e Marassi. La chiesa è stata costruita tra il 1957 e il 1961, su un progetto iniziale di Luigi Ferrari, poi modificato da Enzo Patri, subentrato dopo la morte del Ferrari. La chiesa trae origine da una succursale della parrocchia di Quezzi che esisteva fin dal 1938 in via Fereggiano. La nuova chiesa fu costruita grazie al contributo di un benefattore; il 1º novembre 1957 fu posta la prima pietra e il 28 ottobre 1961 la chiesa fu inaugurata e consacrata dal cardinale genovese Giuseppe Siri. L'intitolazione alla Madonna della Guardia fu voluta dallo stesso cardinale, che durante la seconda guerra mondiale aveva richiesto la protezione della Madonna su Genova. All'interno sono degne di nota le decorazioni in bronzo eseguite dallo scultore G.B. Airaldi.

### Architetture militari

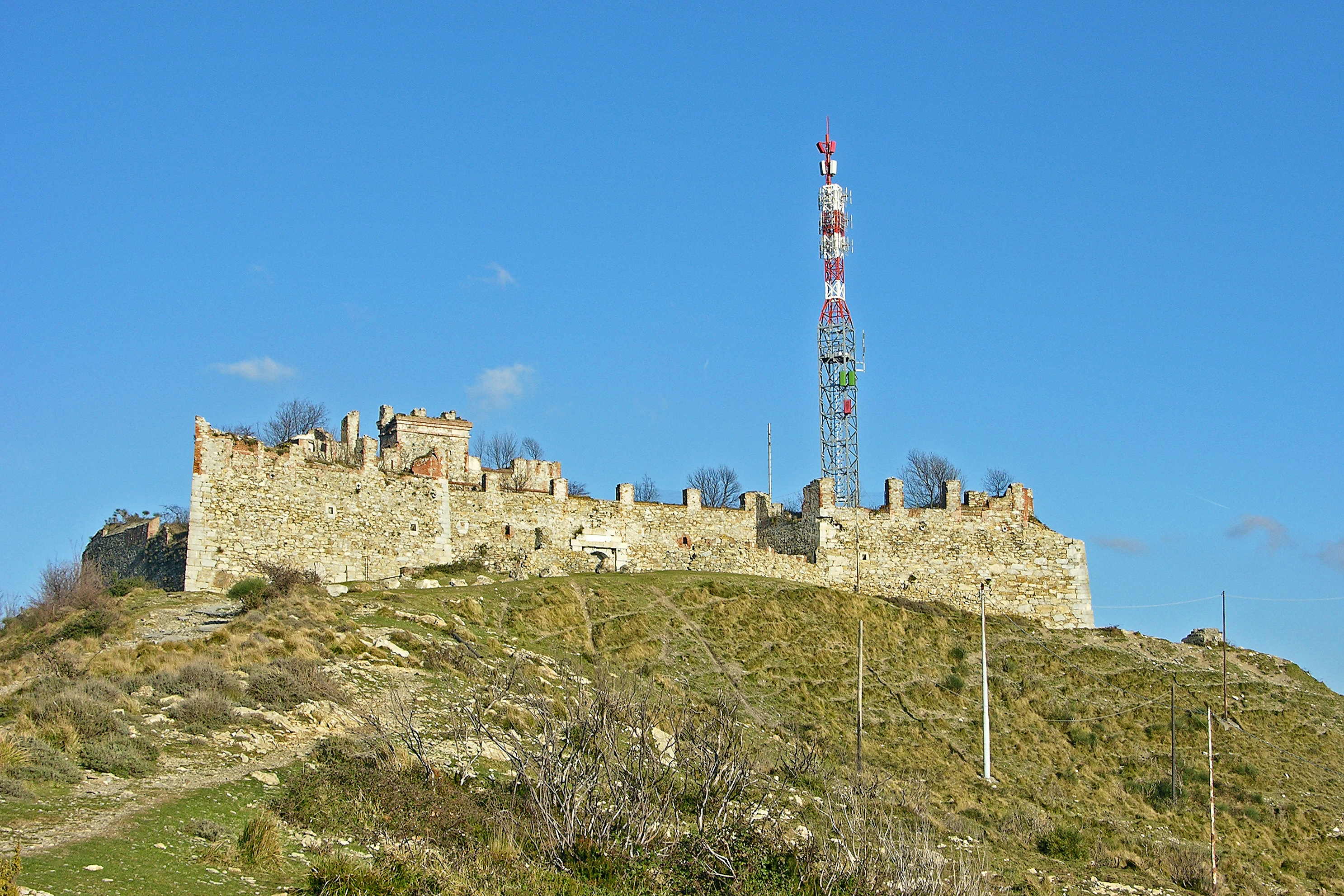
Il forte Richelieu

- Forte Quezzi, situato sulla sommità del Colle della Calcinara, che domina parte della val Bisagno e quella di Quezzi, fu edificato tra il 1747 e il 1800.
- Forte Richelieu, posto sulla collina dei Camaldoli, spartiacque tra la valle di Quezzi e quella del torrente Sturla, fu edificato tra il 1747 e il 1809.
- Forte Monteratti, presso il rilievo del monte Ratti, posto alle spalle dei quartieri genovesi di Quezzi, Marassi e Bavari. La caserma militare venne edificata dal governo sabaudo tra il 1831 e il 1842.
- Torre Quezzi, una torre circolare in laterizio di 15 metri di diametro per 17 m di altezza, costruita dal Corpo Reale del genio Sardo tra il 1818 e il 1823, situata sulle alture di Quezzi.

## Geografia antropica

### Frazioni

#### Pedegoli, Egoli, Cima d'Egoli

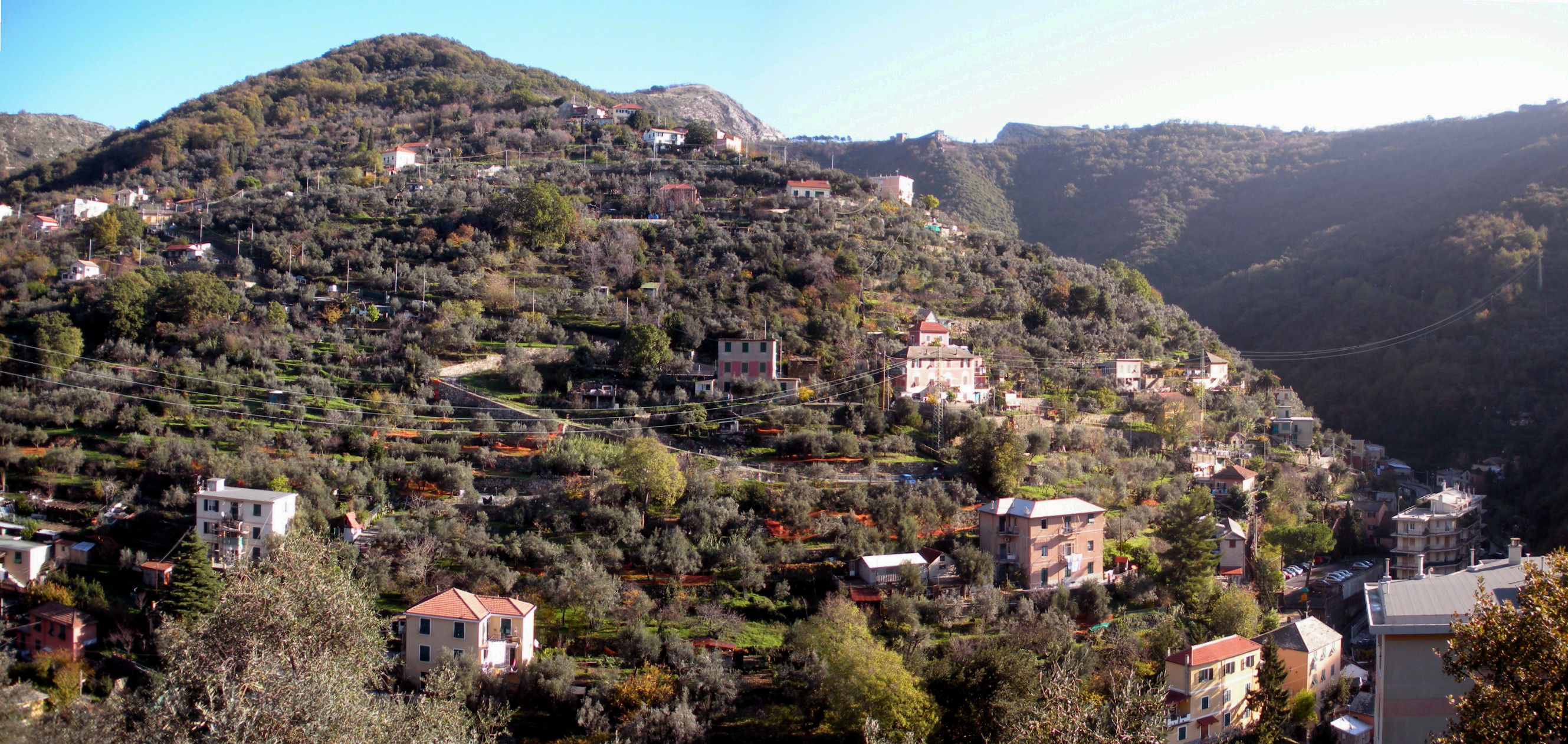
La collina di Egoli

L'antico insediamento di Egoli, suddiviso in tre nuclei distinti a differenti quote, Pedegoli (Pè d'Egoli), Egoli e Cima d'Egoli, si trova nell'alta valle del Fereggiano, alla confluenza dei torrenti Molinetto e Finocchiara. Il toponimo moderno deriva dall'antico Végoli (o Végoni o Végori), la cui origine è incerta: potrebbe trattarsi del nome di un'antica famiglia, oppure di origine etnica, dal nome di qualche popolazione di origine germanica insediatasi qui nel tardo impero.
Questi centri ebbero una notevole importanza strategica nell'Alto Medioevo, posti com'erano lungo la dorsale che da Bavari scendeva verso Genova, possibile via d'accesso per eserciti invasori. In un documento del 1158 è citata la cappella di Sant'Ambrogio di Vegoli che secondo i racconti di alcuni anziani era ancora esistente, trasformata in fienile, fino agli anni settanta del Novecento.
Verso la fine del Medioevo, quando i confini della Repubblica di Genova divennero più sicuri, questi piccoli centri persero d'importanza a vantaggio di Quezzi, più comodamente raggiungibile dal fondovalle e situato lungo la via commerciale per l'alta Valbisagno.

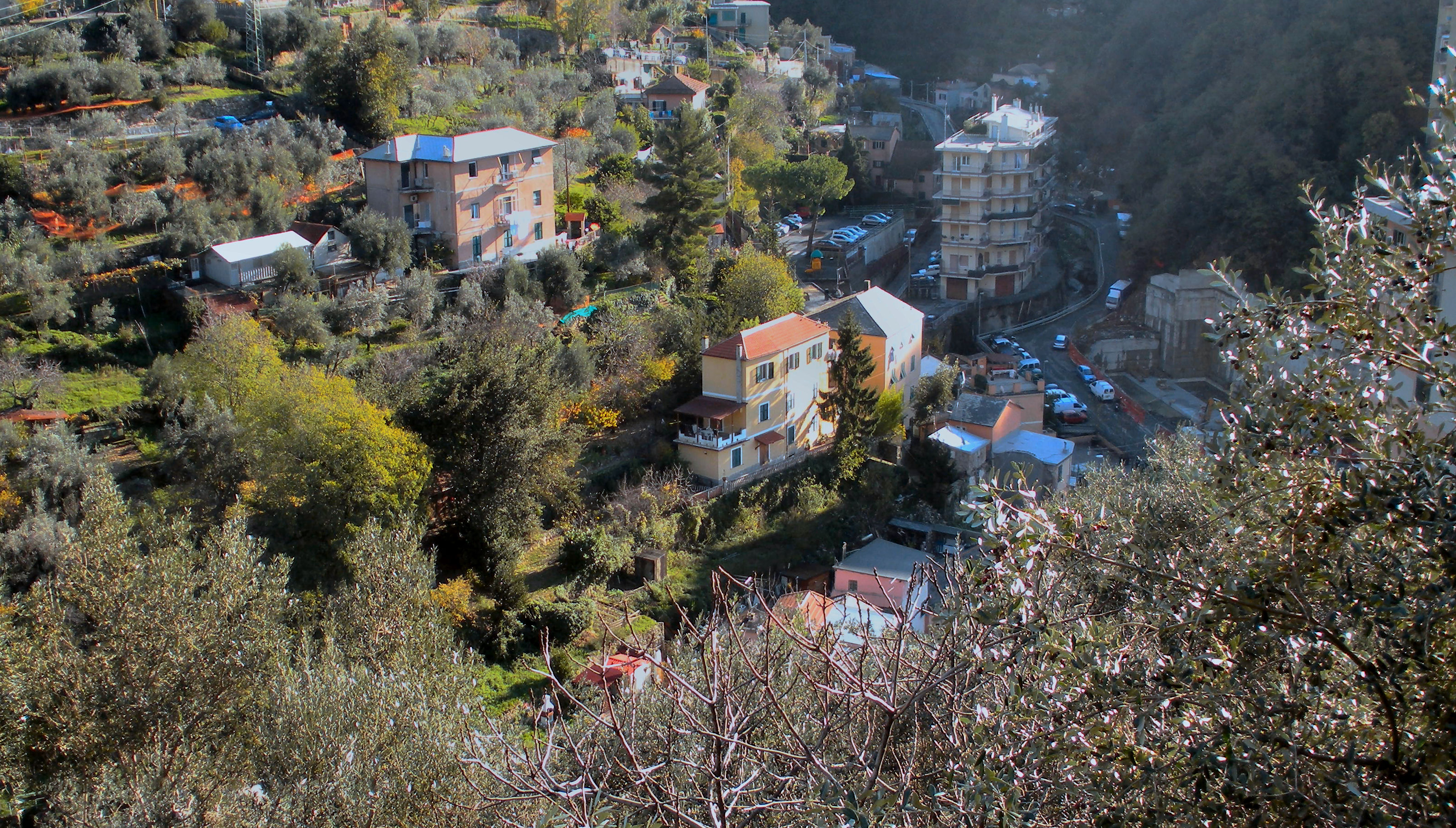
Le case di Pedegoli

Gli abitati più in alto (Egoli e Cima d'Egoli), per secoli raggiungibili solo attraverso ripide "creuze" sono stati raggiunti dalla strada carrozzabile solo nel secondo dopoguerra. Pedegoli, nel fondovalle del Fereggiano, si trova invece in corrispondenza di una stretta curva della strada di Quezzi e pur conservando l'impronta tipica dell'antico borgo, con l'espansione edilizia del Novecento è ormai inglobato nel tessuto urbano quezzino.

#### Altre località
Nella parte alta della valle del Fereggiano si trovano alcuni piccoli borghi in parte sopravvissuti all'espansione edilizia del Novecento.
- Molinetto: è formato da poche vecchie case nei pressi di un ponte medioevale sul torrente omonimo, affluente del Fereggiano; prende il nome da un mulino del XVII secolo, ancora oggi esistente, poi trasformato in frantoio per l'olio. Può essere raggiunto da Quezzi attraverso via Mottachiusura, una stretta strada, con vista sulla valle del rio Molinetto, il cui nome si ritiene derivi da una chiusa, una piccola diga per la raccolta dell'acqua che veniva poi incanalata sulle pale dei mulini della sottostante valle. Sopra a Molinetto, sulla sponda opposta del torrente rispetto a via Mottachiusura si trovano le poche case di Lavezzara, che prende il nome da una pietra utilizzata dai contadini per fabbricare pentolame di terra.[4]
- Finocchiara: allungato sulla destra dell'omonimo torrente, che confluendo con il Molinetto forma il Fereggiano, era un antico borgo di via sulla strada per Bavari, caduta in disuso con la costruzione delle fortificazioni sui monti retrostanti, nei primi decenni del XIX secolo.[4]
- Ginestrato: altro paese di via, si trovava di fronte a Quezzi, sulla sponda opposta del Fereggiano. Citato dai fratelli Remondini, storici dell'Ottocento, come un importante centro nella valle del Fereggiano è stato cancellato dalla massiccia edificazione del secondo dopoguerra, ed è ricordato oggi solo dal nome di una via sulla quale si affacciano i moderni caseggiati che hanno preso il posto delle antiche case. Dell'antico borgo di Ginestrato sono sopravvissute le poche case di Carpenera, nella parte più alta, lungo la via che saliva lungo le pendici di levante del monte Ratti.[4]

## Infrastrutture e trasporti

### Strade
Il quartiere è raggiungibile con una strada urbana che inizia dal fondovalle (corso Sardegna, nel quartiere di Marassi), risalendo la collina fino alla chiesa della Natività di Maria Santissima, con una percorrenza di circa 10 minuti in auto. La strada assume lungo il percorso le denominazioni di via Fereggiano, via Piero Pinetti, via Giovanni Daneo e via Susanna Fontanarossa.

### Mobilità urbana
Il quartiere è servito dalle linee di autobus urbani 47 e 82 dell'AMT. Un ascensore pubblico, gestito anch'esso dall'AMT, collega dal 2015 via Pinetti, nella parte bassa del quartiere, con via Fontanarossa, con un dislivello di circa 76 m.